# Fabio Grosso
Fabio Grosso (nascut a Roma, Itàlia, el 28 de novembre del 1977), és un exfutbolista italià que jugava com a lateral esquerre. va ser internacional per la selecció d'Itàlia entre el 2003 i el 2009. El 2006 va aconseguir un dels seus majors èxits com a jugador en guanyar la Copa del Món amb la seva selecció. Posteriorment fa d'entrenador de futbol.

## Palmarès
Calcio Chieti
- 1 Serie C2: 2000-01.

US Palermo
- 1 Serie B: 2003-04.

Inter de Milà
- 1 Serie A: 2006-07.
- 1 Supercopa d'Itàlia: 2006.

Olympique Lyonnais
- 1 Ligue 1: 2007-08.
- 1 Copa francesa: 2007-08.
- 1 Supercopa francesa: 2007.

Juventus FC
- 1 Serie A: 2011-12.

Selecció Italiana
- 1 Copa del Món: 2006.